# Palácio de Beaumont
O Beaumont Palace foi um palácio Real, em Oxford, construído por Henrique I de Inglaterra, cerca de 1130, convenientemente próximo do Woodstock Palace, o pavilhão Real de caça no Oxfordshire (actualmente parte do parque do Blenheim Palace). A sua antiga presença está registada na toponímia de Oxford através da Beaumont Street. Colocado num pilar no lado norte da rua, próximo da Walton Street, encontra-se uma pedra com a  inscrição: "Near this place stood the King's House in which King Richard I was born on 8 September 1157". A Casa do Rei era a enfiada do palácio que continha os alojamentos Reais.
Quando Eduardo II foi posto em luta na Batalha de Bannockburn, em 1314, diz-se que terá invocado a Virgem Maria e prometido fundar um mosteiro para os Carmelitas (os Frades Brancos) se conseguisse escapar a salvo. Em pagamento do seu voto, entregou o Beaumont Palace às Carmelitas em 1318. Quando os Frades Brancos foram dispersos pela Dissolução dos Mosteiros, na primeira metade do século XVI, a maior parte da estrutura foi desmantelada e as suas pedras reutilizadas na construção da Christ Church (Igreja de Cristo) e do St John's College (Colégio de São João), ambos em Oxford. Os últimos vestígios do Beaumont Palace foram obliterados pelo traçado da Beaumont Street na década de 1820.  

## Nota
1. ↑  Próximo deste lugar ergueu-se a Casa do Rei na qual o Rei Ricardo I nasceu a 8 de Setembro de 1157

## Ligação externa
- Inscrições de Oxford